# 市來串木野市
市來串木野市（日语：／ Ichikikushikino shi */?）是位於日本鹿兒島縣的城市，成立于2005年10月11日，由舊串木野市與日置郡市來町合併而成。城市的日文名稱共有六個字，與茨城縣霞浦市（かすみがうら）、筑波未來市（つくばみらい）同為全日本名稱字數最多的城市。

## 歷史

### 年表
- 1889年4月1日：實施町村制，現在的轄區在當時分屬串木野村和西市來村。
- 1930年4月1日：西市來村改制並改名為市來町。
- 1935年4月1日：串木野村改制為串木野町。
- 1950年10月1日：串木野町改制為串木野市。
- 2005年10月11日：市來町和串木野市合併為市來串木野市。

| 1889年4月1日    | 1889年-1910年   | 1910年-1930年                   | 1930年-1950年                   | 1950年-1970年                   | 1970年-1990年                   | 1990年-現在                       | 現在                              |
| --------------- | --------------- | ------------------------------- | ------------------------------- | ------------------------------- | ------------------------------- | --------------------------------- | --------------------------------- |
| 日置郡 串木野村 | 日置郡 串木野村 | 日置郡 串木野村                 | 1935年4月1日 改制為串木野町     | 1950年10月1日 改制為串木野市    | 1950年10月1日 改制為串木野市    | 2005年10月11日 合併為市來串木野市 | 2005年10月11日 合併為市來串木野市 |
| 日置郡 西市來村 | 日置郡 西市來村 | 1930年4月1日 改制並改名為市來町 | 1930年4月1日 改制並改名為市來町 | 1930年4月1日 改制並改名為市來町 | 1930年4月1日 改制並改名為市來町 | 2005年10月11日 合併為市來串木野市 | 2005年10月11日 合併為市來串木野市 |

## 交通

### 鐵路
- 九州旅客鐵道
  - 鹿兒島本線：串木野車站 - 市來車站

### 道路
高速道路
- 南九州西回自動車道：串木野交流道 - 市來交流道

## 觀光資源
- 白濱溫泉
- 薩摩金山藏
- 燒酎藏薩洲濱田屋傳兵衛
- 冠嶽山鎭國寺頂峯院
- 來迎寺
- 薩摩藩英國留學生記念館

## 教育

### 高等學校
- 鹿兒島縣立市來農藝高等學校
- 鹿兒島縣立串木野高等學校
- 神村學園高等部

## 姐妹城市

### 海外
- 薩利納斯（ 美国加利福尼亞州）：串木野市於1979年與其締結姊妹都市，2006年兩地重新締結。

## 本地出身之名人
- 節政貴弘： 籃球選手
- 飯山裕志：職業棒球選手

## 外部連結
- （日語） 市來串木野商工會議所
- （日語） 串木野漁協 （页面存档备份，存于）
- （日語） 市來町漁協 （页面存档备份，存于）
- （日語） 市來商工會 （页面存档备份，存于）